# Bisdom Montepulciano-Chiusi-Pienza
Het bisdom Montepulciano-Chiusi-Pienza (Latijn: Dioecesis Montis Politiani-Clusina-Pientina; Italiaans: Diocesi di Montepulciano-Chiusi-Pienza) is een in Italië gelegen rooms-katholiek bisdom met zetel in de stad Montepulciano in de regio Toscane. Het bisdom behoort tot de kerkprovincie Siena-Colle di Val d’Elsa-Montalcino en is suffragaan aan het aartsbisdom Siena-Colle di Val d’Elsa-Montalcino.

## Geschiedenis
In Montepulciano lag in de middeleeuwen een kapittelkerk, die behoorde tot het bisdom Arezzo. De aartspriester werd in 1400 een gemijterde abt. In 1480 werd het een prælatura nullius, en viel daarmee niet meer onder een bisschop, maar direct onder de Heilige Stoel. In 1561 werd het een bisdom. De eerste bisschop, Spinello Benci, werd in 1562 benoemd. In 1986 werd het bisdom Chiusi-Pienza samengevoegd met Montepulciano. Het bisdom Chiusi bestond sinds de 3e eeuw. Het bisdom Pienza bestond sinds 1462. Op 15 juni 1772 werden de twee bisdommen samengevoegd, waarna ze in 1986 werden samengevoegd met Montepulciano.

## Bisschoppen van Montepulciano-Chiusi-Pienza
- 9 januari 1562 - 10 augustus 1596: Spinello Benci
- 7 oktober 1975 - 25 maart 2000: Alberto Giglioli
- 25 maart 2000 - 28 mei 2013: Rodolfo Cetoloni
- 31 januari 2014 - heden: Stefano Manetti

## Galerij

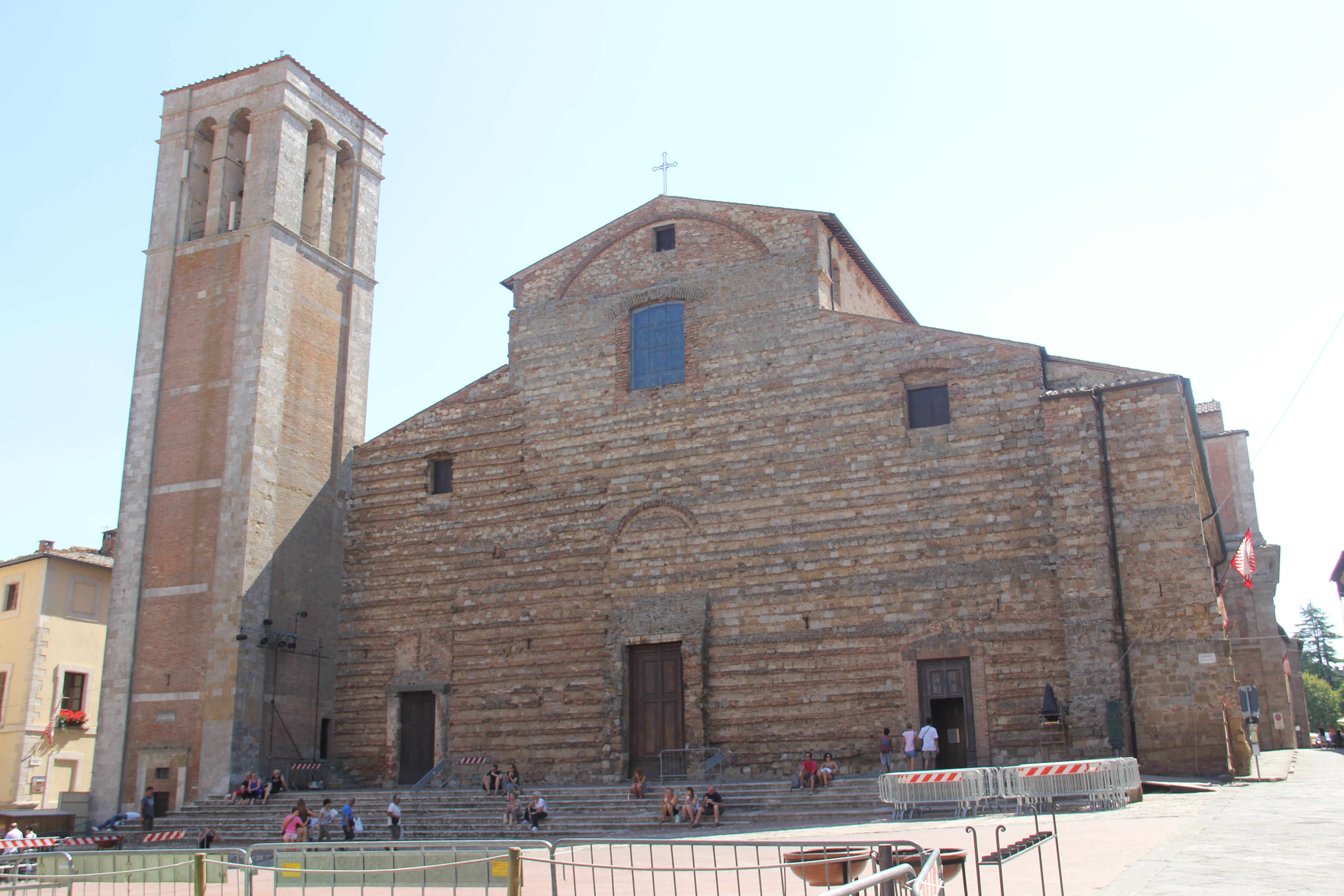
Kathedraal van Montepulciano
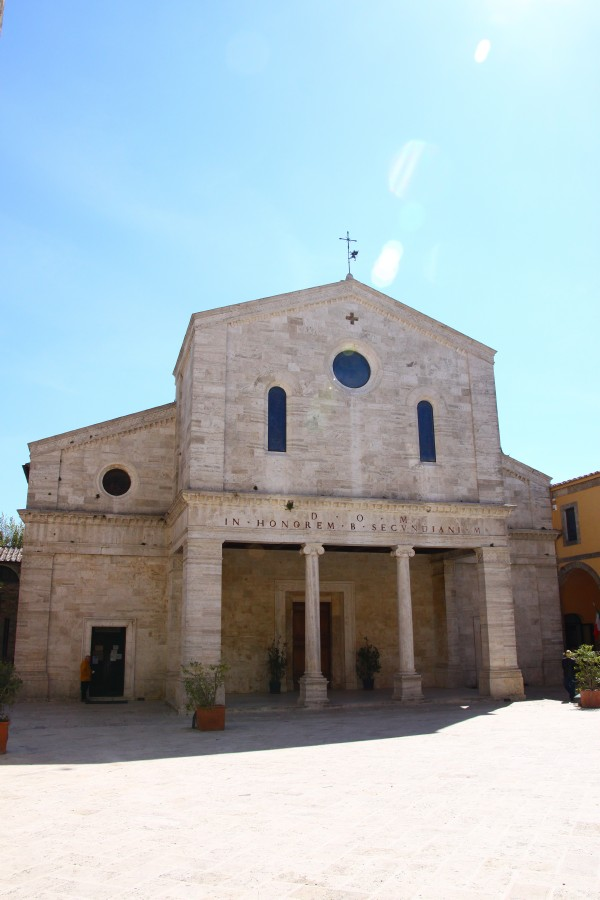
Co-kathedraal van Chiusi
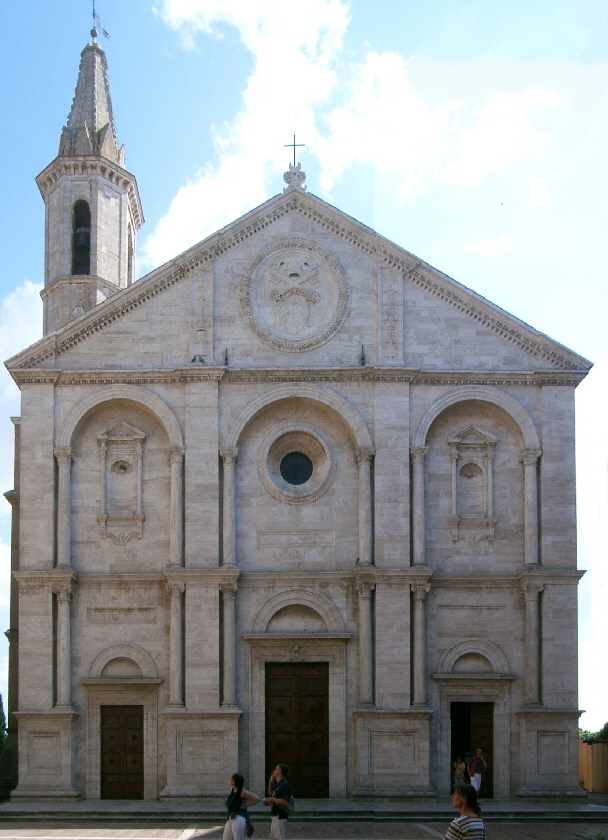
Co-kathedraal van Pienza